# Alessandro Hämmerle
Alessandro Hämmerle (ur. 30 lipca 1993 w Frauenfeld, w Szwajcarii) – austriacki snowboardzista specjalizujący się w snowboardcrossie. W 2013 roku wystartował na mistrzostwach świata w Stoneham, zajmując szóste miejsce. Na rozgrywanych dwa lata później mistrzostwach świata w Kreischbergu był piąty. Był też między innymi siódmy podczas igrzysk olimpijskich w Pjongczangu w 2018 roku. Najlepsze wyniki w Pucharze Świata osiągnął w sezonach 2018/2019, 2019/2020 oraz 2020/2021, w których wygrywał klasyfikacje generalną snowboardcrossu. W sezonach 2015/2016 i 2017/2018 zajmował drugie miejsca, był też trzeci w sezonie 2016/2017. W lutym 2021 roku zdobył srebrny medal podczas mistrzostw świata w Idre Fjäll.

## Osiągnięcia

### Igrzyska olimpijskie
| Miejsce | Dzień     | Rok  | Miejscowość | Konkurencja    | Zwycięzca       |
| ------- | --------- | ---- | ----------- | -------------- | --------------- |
| 17.     | 18 lutego | 2014 | Soczi       | Snowboardcross | Pierre Vaultier |
| 7.      | 15 lutego | 2018 | Pjongczang  | Snowboardcross | Pierre Vaultier |
| 1.      | 10 lutego | 2022 | Pekin       | Snowboardcross | -               |

### Mistrzostwa świata
| Miejsce | Dzień       | Rok  | Miejscowość   | Konkurencja    | Zwycięzca       |
| ------- | ----------- | ---- | ------------- | -------------- | --------------- |
| 6.      | 26 stycznia | 2013 | Stoneham      | Snowboardcross | Alex Pullin     |
| 5.      | 16 stycznia | 2015 | Kreischberg   | Snowboardcross | Luca Matteotti  |
| 11.     | 12 marca    | 2017 | Sierra Nevada | Snowboardcross | Pierre Vaultier |
| 16.     | 1 lutego    | 2019 | Solitude      | Snowboardcross | Mick Dierdorff  |
| 2.      | 11 lutego   | 2021 | Idre Fjäll    | Snowboardcross | Lucas Eguibar   |

### Puchar Świata

#### Miejsca w klasyfikacji generalnej snowboardcrossu
- sezon 2010/2011: 45.
- sezon 2011/2012: 35.
- sezon 2012/2013: 4.
- sezon 2013/2014: 44.
- sezon 2014/2015: 16.
- sezon 2015/2016: 2.
- sezon 2016/2017: 3.
- sezon 2017/2018: 2.
- sezon 2018/2019: 1.
- sezon 2019/2020: 1.
- sezon 2020/2021: 1.
- sezon 2021/2022:

#### Zwycięstwa w Pucharze Świata
1. Soczi – 17 lutego 2013 (snowcross)
2. Montafon – 12 grudnia 2015 (snowcross)
3. Solitude – 21 stycznia 2017 (snowcross)
4. Bansko – 4 lutego 2017 (snowcross)
5. La Molina – 3 marca 2018 (snowcross)
6. Moskwa – 10 marca 2018 (snowcross)
7. Baqueira-Beret – 2 marca 2019 (snowcross)
8. Montafon – 13 grudnia 2019 (snowcross)
9. Veysonnaz – 13 marca 2020 (snowcross)
10. Chiesa in Valmalenco – 24 stycznia 2021 (snowcross)
11. Reiteralm – 18 lutego 2021 (snowcross)
12. Veysonnaz – 20 marca 2021 (snowcross)
13. Secret Garden – 28 listopada 2021 (snowcross)
14. Montafon – 10 grudnia 2021 (snowcross)

#### Pozostałe miejsca na podium
1. Veysonnaz – 16 marca 2013 (snowcross) – 3. miejsce
2. Veysonnaz – 5 marca 2016 (snowcross) – 3. miejsce
3. Veysonnaz – 6 marca 2016 (snowcross) – 3. miejsce
4. Feldberg – 12 lutego 2017 (snowcross) – 3. miejsce
5. Cerro Catedral – 10 września 2017 (snowcross) – 2. miejsce
6. Montafon – 16 grudnia 2017 (snowcross) – 2. miejsce
7. Erzurum – 20 stycznia 2018 (snowcross) – 3. miejsce
8. Bansko – 27 stycznia 2018 (snowcross) – 3. miejsce
9. Veysonnaz – 16 marca 2019 (snowcross) – 2. miejsce
10. Sierra Nevada – 7 marca 2020 (snowcross) – 2. miejsce
11. Bakuriani – 5 marca 2021 (snowcross) – 3. miejsce